# Mbhazima Rikhotso
Mbhazima Rikhotso, né le 26 février 1993, est un footballeur international sud-africain. Il évolue actuellement au Bloemfontein Celtic comme défenseur central.

## Biographie

### En club

#### Vasco da Gama
Il commence sa carrière en 2013 en National First Division. Il joue son premier match le 23 octobre 2013, contre Chippa United (victoire 2-0). Il prend part à huit rencontres lors de cette saison.

#### Roses United
À l'été 2014, il s'engage avec Roses United qui vient d'être relégué en ABC Motsepe League, troisième division sud-africaine. Il ne reste que 6 mois puisqu'il quitte le club au mercato hivernal sous forme de prêt.

#### Bloemfontein Celtic
Prêté jusqu'à la fin de la saison 2014-2015 à Bloemfontein Celtic, il passe de la troisième division à l'Absa Premiership. Il fait ses débuts sous ses nouvelles couleurs le 22 février 2015, en Coupe d'Afrique du Sud contre le club auquel il appartient, Roses United (victoire 3-0). Il joue son premier match dans l'élite deux semaines plus tard, contre Bidvest Wits (victoire 1-0). Bien qu'il ne joue que cinq rencontres durant ce prêt, le club décide de le recruter définitivement.
Dès la saison 2015-2016, il gagne la confiance de son coach et s'impose petit à petit comme titulaire. Il marque son premier but le 20 décembre 2016, lors d'une victoire 2-1 contre Orlando Pirates. À partir de la saison 2017-2018, il devient un titulaire régulier. Lors de cette saison, il atteint la finale du Telkom Knockout en jouant l'intégralité de la compétition. Malheureusement, Bloemfontein Celtic s'incline 1-0 face à Bidvest Wits.

### En sélection
Il reçoit sa première sélection en équipe d'Afrique du Sud le 18 juin 2016, lors de la Coupe COSAFA 2016 contre le Lesotho (victoire 1-1 4-2). L'Afrique du Sud remporte alors la compétition.
Il participe à la Coupe d'Afrique des nations des moins de 23 ans 2015 avec l'équipe d'Afrique du Sud olympique.

## Palmarès

### En club

#### Bloemfontein Celtic
- Telkom Knockout
  - Finaliste : 2017

### En sélection
- Coupe COSAFA
  - Vainqueur : 2016
- Coupe d'Afrique des nations des moins de 23 ans
  - Troisième : 2015